# Gloxiniopsis
Gloxiniopsis es un género monotípico de plantas herbáceas perteneciente a la familia Gesneriaceae. Su única especie: Gloxiniopsis racemosa (Benth.) Roalson & Boggan, es originaria de América.

## Descripción
Son hierbas perennifolias con  rizomas escamosos. Tiene el tallo erecto. Las hojas son opuestas,  con 5-9 (-14 ) pares de venas. Flores solitarias, que salen de las axilas de las brácteas opuestas o alternas, formando conjuntamente una inflorescencia terminal, en forma de racimo indeterminado. Los sépalos están libres. Corola de color blanco, acampanada. El fruto es una cápsula carnosa subglobosa, dehiscente con  numerosas semillas  diminutas, rómbicas a elipsoides.

## Distribución y hábitat
Se encuentra en los Andes de Colombia.  Probablemente, tiene los mismos hábitos que el género Gloxinia. 

## Etimología
El nombre del género está compuesto por el nombre genérico Gloxinia y el sufijo griego όψις, -opsis = parecer , similar a.

## Taxonomía
El hábito y la forma de la flor de G. racemosa es muy similar a Gloxinia perennis. Sin embargo, los datos moleculares sugieren que no están estrechamente conectadas, y que G. racemosa merece la colocación en un género distinto (Roalson et al. 2005a , b; Boggan 2006). 

## Sinonimia
- Gloxinia racemosa (Benth.) Wiehler
- Monopyle racemosa Benth. basónimo[1]